# 均一系触媒
化学において、均一系触媒（きんいつけいしょくばい、英語: homogeneous catalysis）とは、触媒が反応物と同相にある触媒反応のことで、主に溶液中の可溶性触媒が用いられる。これとは対照的に、不均一系触媒反応は、触媒と基質がそれぞれ別個の相、通常は固体と気体にあるプロセスを指す。この用語は、ほとんどもっぱら溶液を表すのに使われ、有機金属化合物による触媒作用を意味する。均一系触媒は、発展を続ける確立された技術である。主な応用例としては、酢酸の製造が挙げられる。酵素は均一系触媒の一例である。

## 例

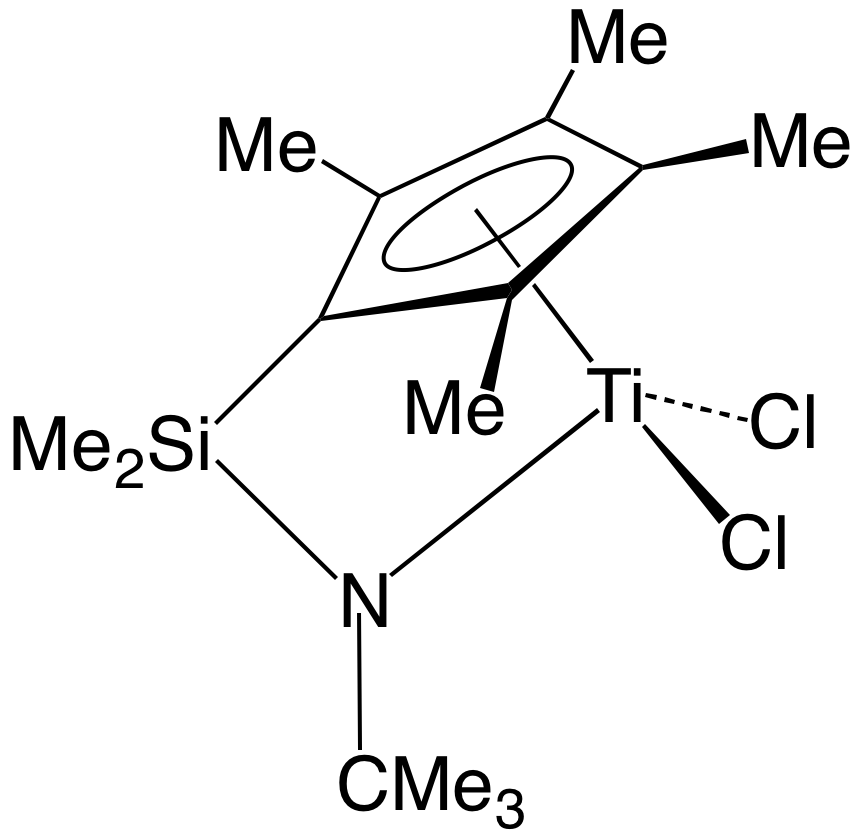
拘束幾何錯体。このような前駆触媒は、ポリエチレンやポリプロピレンなどのポリオレフィンの合成に使用される。。

### 酸触媒
水が最も一般的な溶媒であるため、プロトンは広く浸透している均一系触媒である。水は、水の自己イオン化によってプロトンを形成する。例えば、酸はエステルの加水分解を促進（触媒）する。
CH3CO2CH3 + H2O  CH3CO2H + CH3OH
中性のpHでは、ほとんどのエステルの水溶液は実用的な速度では加水分解しない。

### 遷移金属触媒

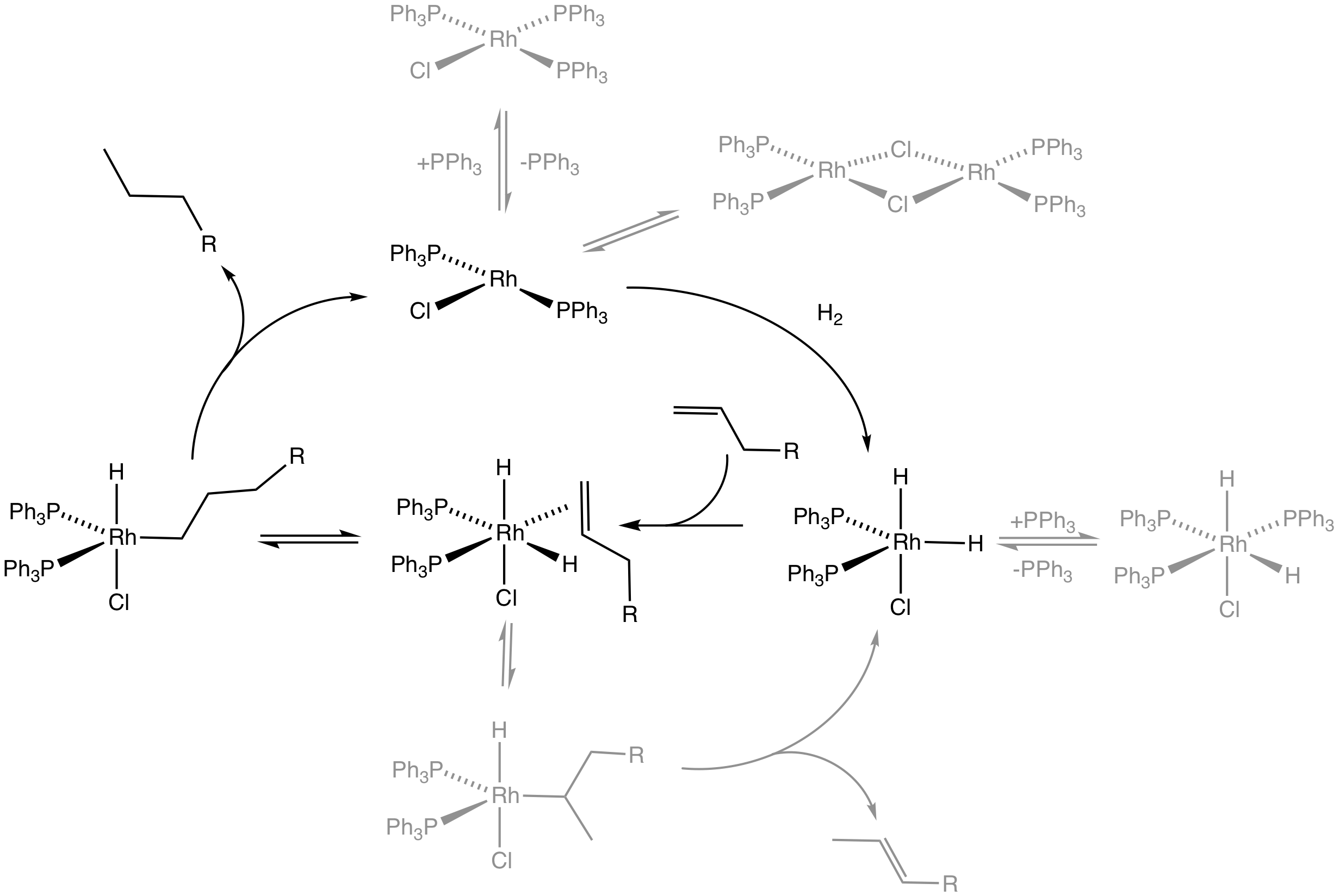
均一系触媒ウィルキンソン触媒によるアルケンの水素化反応機構。

#### 水素化と関連反応
還元的変換の代表的なものは水素化である。このプロセスでは、H2が不飽和基質に付加される。関連する方法論では、移動水素化は、ある基質（水素供与体）から別の基質（水素受容体）への水素の移動が含まれる。関連する反応には「HX付加」があり、Xはシリル（ヒドロシリル化）およびCN（ヒドロシアン化）である。マーガリン、アンモニア、ベンゼン-シクロヘキサンなど、大規模な工業的水素化のほとんどは不均一系触媒を用いて行われる。しかし、ファインケミカル合成では、しばしば均一系触媒に依存している。

#### カルボニル化
ヒドロホルミル化はカルボニル化の主な形態で、二重結合を横切ってHとC(O)Hを付加する。このプロセスはほとんど、可溶性のロジウムおよびコバルト錯体でのみ行われる。
関連するカルボニル化は、アルコールのカルボン酸への変換である。モンサント法とカティバ法で行われているように、MeOHとCOは均一系触媒の存在下で反応し、酢酸を生成する。関連反応には、ヒドロカルボキシル化とヒドロエステル化がある。

#### アルケンの重合とメタセシス
多くのポリオレフィン、例えばポリエチレンやポリプロピレンは、チーグラー・ナッタ触媒によってエチレンとプロピレンから製造される。不均一系触媒が主流であるが、特に立体特異的ポリマーには多くの可溶性触媒が使用される。オレフィン・メタセシスは通常、工業的には不均一系触媒で行われるが、ファインケミカル合成では均一系触媒が有用である。

#### 酸化
均一系触媒は、さまざまな酸化にも使用される。ワッカー酸化では、エテンと酸素からアセトアルデヒドが製造される。多くの非有機金属錯体も、キシレンからテレフタル酸を製造するなどの触媒反応に広く使用されている。アルケンは金属錯体によってエポキシ化およびジヒドロキシル化されるが、英語: ハルコン法やシャープレス不斉ジヒドロキシ化がその例である。

### 酵素（金属酵素を含む）
酵素は生命維持に不可欠な均一系触媒であるが、工業プロセスにも利用されている。よく研究されている例としては炭酸脱水酵素があり、これは血流から肺へのCO2の放出を触媒する。酵素は均一系触媒と不均一系触媒の両方の性質を持っている。そのため、酵素は通常、第三の触媒と見なされている。水は、酵素触媒反応における一般的な試薬である。エステルやアミドは中性の水では加水分解速度が遅いが、大きな配位錯体と見なせる金属酵素によってその速度は大きく変化する。アクリルアミドは、アクリロニトリルの酵素触媒による加水分解によって合成される 。アクリルアミドのアメリカでの需要は、2007年時点で115,000トンであった。

## メリットとデメリット

### メリット
- 均一系触媒は不均一系触媒よりも選択性が高いことが多い。
- 発熱プロセスの場合、均一系触媒は溶媒に熱を放出する。
- 均一系触媒は特性評価が容易なため、その反応機構を合理的に操作することができる[9]。

### デメリット
- 製品から均一系触媒を分離することは困難である。高活性触媒の場合、製品から触媒が除去されないこともある。また、蒸留によって揮発性有機生成物が抽出される場合もある。
- 均一系触媒は不均一系触媒に比べて熱安定性に限界がある。多くの有機金属錯体は100℃以下で分解する。しかし、ピンサー型触媒（英語版）の中には、200℃付近で作動するものがある[10]。